# Levin Oparenović
Levin Oparenović, slovenski nogometaš, * 14. avgust 1984, Celje.
Oparenović je profesionalni nogometaš, ki igra na položaju branilca. Od leta 2023 je član avstrijskega kluba Eibiswald. Ped tem je igral za slovenske klube Šmarje pri Jelšah, Krško, Nafta Lendava, Celje in Šentjur ter avstrijska Oberhaag in Deutschlandsberger. Skupno je v prvi slovenski ligi odigral sedem tekem, v drugi slovenski ligi pa je odigral 92 tekem in dosegel štiri gole.